# Borsuk japoński
Borsuk japoński (Meles anakuma) – gatunek ssaka spokrewnionego z borsukiem europejskim.

## Morfologia
Wedle danych IUCN osobniki osiągają następujące rozmiary:
- całkowita długość samicy 72,0±2,3 cm[2]
- całkowita długość samca: 78,7±4,9 cm[2]

Średnia masa ciała zależy od regionu i pory roku, wykazując dużą zmienność:
- średnia masa ciała samicy: 5,4±0,8 kg (Tokio)[2] lub 4,4±0,6 kg (Yamaguchi)[2]
- średnia masa ciała samca: 7,7±1,3 kg (Tokio)[2] lub 5,7±0,4 kg (Yamaguchi)[2]

Zastrzega jednak, że zwierzęta żyjące w wiecznie zielonych lasach w południowej części zasięgu występowania gatunku osiągają rozmiary mniejsze (odpowiednio 60,4±2,4 cm i 66,8±2,7 cm).

## Występowanie
W przeciwieństwie do borsuka o szerokim zasięgu występowania M. anakuma zalicza się do endemitów. Występuje jedynie w Japonii, dokładniej zaś na wyspach Honsiu, Kiusiu, Sikoku i Shōdoshima.
Na przedmieściach Tokio osobniki występowały z gęstością 4 dorosłych na km².

## Status
Zasięg występowania zwierzęcia zmniejsza się. Przeprowadzane w 2003 badania rządowe wykazały, że w 45 prefekturach zamieszkiwanych przez gatunek mamy do czynienia z kurczeniem się zasięgu występowania, natomiast w jednej tylko (Ehime) odnotowano wzrost.
Stworzenie to uchodzi za zwierzynę łowną.